# Приміткино (село)
Примі́ткино (рос. Приметкино) — село у складі Маріїнського округу Кемеровської області, Росія.

## Населення
Населення — 365 осіб (2010; 402 у 2002).
Національний склад (станом на 2002 рік):
- росіяни — 99 %